# Roberto Anzolin
Roberto Anzolin (Valdagno, 1938. április 18. – 2017. október 6.) válogatott olasz labdarúgó, kapus.

## Pályafutása

### Klubcsapatban
1959 és 1961 között a Palermo, 1961 és 1970 között a Juventus, 1970–71-ben az Atalanta, 1971 és 1973 között a Lanerossi Vicenza, 1973 és 197 között a Riccione, 1976 és 1978 között a Juniorcasale labdarúgója volt.

### A válogatottban
1966-ban egy alkalommal szerepelt az olasz válogatottban. Részt vett az 1966-os angliai világbajnokságon.